# Sylvia Kodetová
Sylvia Kodetová (21. května 1930 Žatec – 31. července 2018 Brno) byla česká operní pěvkyně – sopranistka.

## Život a dílo
Narodila se v Žatci, kde také maturovala. Potom studovala sólový zpěv na Pražské konzervatoři u prof. Jarmily Vavrdové-Tomašovové (obor koncertní a operní). V roce 1955 absolvovala s vyznamenáním, když zároveň obdržela čestná uznání v mezinárodních soutěžích na Pražském jaru a na festivalu mládeže ve Varšavě. Hereckou průpravu získala u F. Pujmana a H. Theina. V roce 1971 vystudovala zpěv na Janáčkově akademii múzických umění v Brně. V padesátých letech hostovala v divadle v Plzni, kde vytvořila roli Lauriny v opeře Návrat dona Pedra. Pohostinsky vystupovala i v Divadle F. X. Šaldy v Liberci. Roku 1956 byla přijata Jaroslavem Voglem do opery Národního divadla v Praze, kde zpívala 13 let jako sólistka, především v operách Mozartových (Zuzanka, Zerlína, Despína apod.), Rossiniho, Pucciniho a Verdiho (Gilda, Lauretta, Rozína, Musetta aj.), hlavně však v českých klasických operách Smetanových, Dvořákových, Blodkových, Janáčkových atd. Vynikla jako Barče, Terinka, první žínka v Rusalce, Karolka v Pastorkyni, hlavně však jako Liška Bystrouška, dále pak Kristýnka, Málinka a Eterea, Aljeja, Lidka apod. S operou Národního divadla v Praze zpívala na festivalech v Edinburghu (1964), v Bruselu (1958), ve Wiesbadenu aj., samostatně zpívala na Pražském jaru, v Berlíně (1962), ve Vídni (1964) a Dubrovníku. V Německu často vystupovala v televizních pořadech. Roku 1966 se stala také sólistkou tehdejší Janáčkovy opery v Brně, kam přešla s manželem, hudebním skladatelem a publicistou Miroslavem Barvíkem. Přidala zde ke svým rolím v Olze z Příběhu opravdového člověka zvláště Mirandolínu B. Martinů a náročné úlohy v moderních operách Milhaudových, Fišerových, Šostakovičových aj., Desdemonu ve Verdiho opeře Othello, ale především znovu postavy z Mozartových oper a české klasiky. Kromě toho rozšířila svůj repertoár o úlohy ve velkých operetách (Offenbach, Friml apod.), které již předtím nahrála s pražským rozhlasem. S brněnskou operou zpívala na zájezdech ve Vídni, v Ženevě (1974), v Lipsku (1968), ve Florencii, v Lucembursku, ve Frankfurtu nad Mohanem, v Lodži a ve Varšavě. Soustavně se věnovala také koncertní činnosti (Schubert, Schumann, Brahms, Grieg, Grečaninov, Dvořák, Janáček, Křička, Novák, Ježek aj.), kde se snažila o uvádění novinek nebo o původní premiéry neznámých rukopisů. Zároveň vyvíjela bohatou činnost v oblasti operety a estrády, spolupracovala se smyčcovým orchestrem brněnského rozhlasu jako partnerka národního umělce Viléma Přibyla (např. seriál Kdo v zlaté struny zahrát zná), za vedení Miloše Machka. Od roku 1973 také vyučovala na brněnské konzervatoři, poté učila na LŠÚ Jaroslava Kvapila v Brně a následně na soukromé LŠÚ J. G. Mendela v Brně.

## Ocenění
V roce 2000 obdržela cenu Nadace Život umělce INTEGRAM – Senior Prix 2000 za dlouholetou činnost v oblasti záznamu uměleckých výkonů.